# Katastrofa lotnicza na Radom Air Show 2007
Katastrofa lotnicza podczas Radom Air Show w 2007 roku – wypadek do którego doszło 1 września 2007 roku o godzinie 15:51 podczas pokazów lotniczych Radom Air Show.

## Przebieg katastrofy

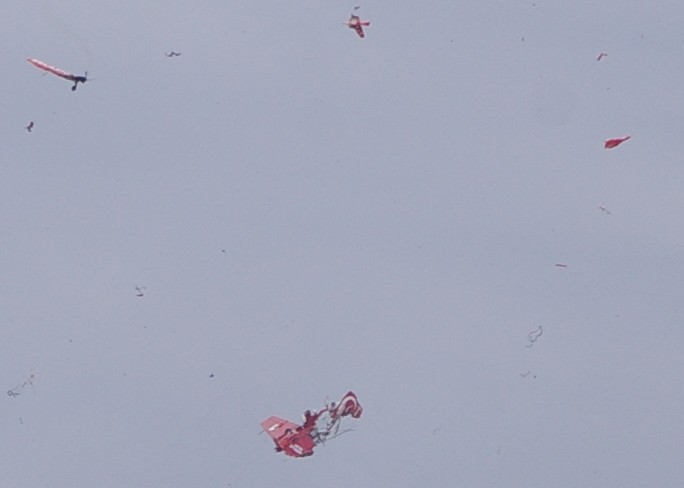
Szczątki samolotu Zlin 526 w powietrzu

Uczestnikami wypadku byli piloci grupy akrobacyjnej AZL Żelazny. Kolizja nastąpiła w trakcie wykonywania na trzech maszynach pętli z rozejściem u szczytu – tzw. "rozety" (inaczej też nazywanej "różyczką"). Samoloty miały minąć się w najniższym punkcie manewru w odległości około 10 metrów od siebie. Maszyny leciały z prędkością około 300 kilometrów na godzinę. W trakcie wykonywania manewru niespodziewanie samolot Lecha Marchelewskiego (Zlin 526F o znakach rejestracyjnych SP-CDF) zderzył się z samolotem Piotra Banachowicza (Zlin 526AFS o znakach SP-ELE). Oba samoloty uległy niemal całkowitemu zniszczeniu, a piloci zginęli w momencie kolizji. Szczątki samolotów spadły obok pobliskiego lasu na teren lotniska, na którym odbywał się pokaz. Trzeci samolot (Zlin 526AFS SP-CSU) pilotowany przez Krzysztofa Kossińskiego (znajdujący się w bezpośredniej bliskości punktu zderzenia) wylądował bezpiecznie na lotnisku. W związku z katastrofą w Radomiu i Zielonej Górze wprowadzono trzydniową żałobę.

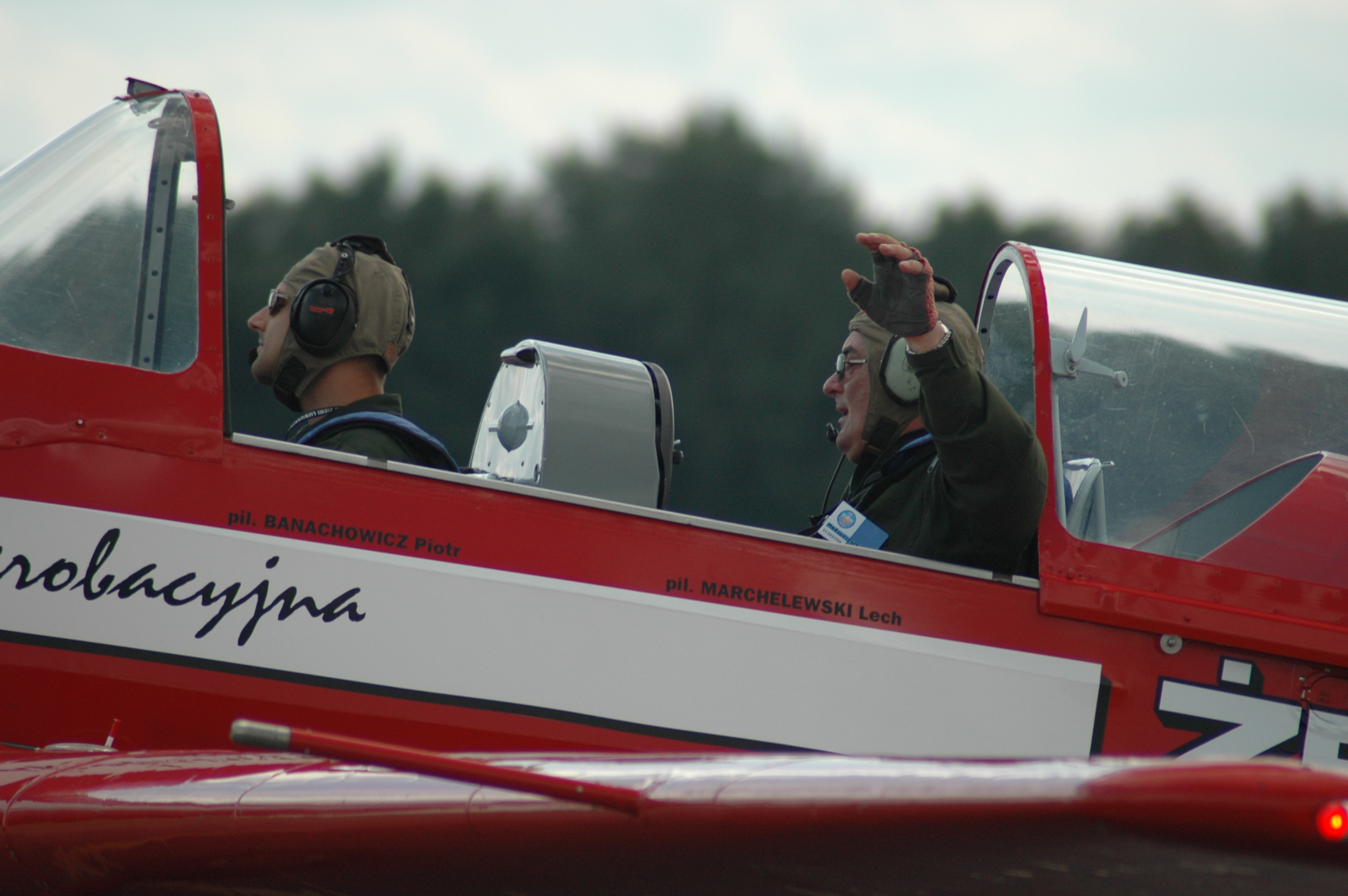
Piotr Banachowicz i Lech Marchelewski

## Ofiary katastrofy

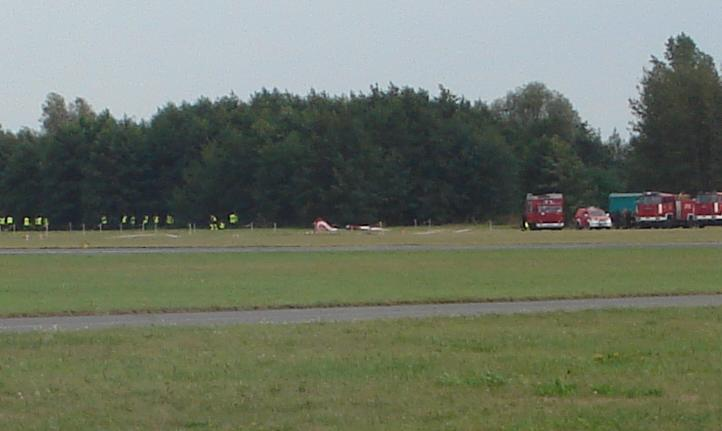
Szczątki maszyny Zlin 526F pilotowanej przez ppłk Lecha Marchelewskiego po wypadku podczas Radom Air Show 2007

- Piotr Banachowicz (ur. 4 marca 1982 roku w Zielonej Górze) – polski inżynier pilot, członek Grupy Akrobacyjnej Żelazny, reprezentant Aeroklubu Ziemi Lubuskiej między innymi na Mistrzostwach Polski w Akrobacji Samolotowej. Syn redaktora muzycznego Radia Zachód – Eugeniusza Banachowicza. Karierę pilota zaczynał jeszcze jako 16-latek. Był absolwentem Uniwersytetu Zielonogórskiego. Startował między innymi na Mistrzostwach Polski w Akrobacji Szybowcowej i Samolotowej Radom 2004, a na Akrobacyjnych Mistrzostwach Polski w 2001 roku, zajął trzecie miejsce w klasie średniej. Wylatał 541 godzin.
- Lech Marchelewski (ur. 5 lutego 1947 roku) – polski pilot i instruktor szybowcowy, oraz samolotowy, podpułkownik rezerwy, magister inżynier, dyrektor Aeroklubu Ziemi Lubuskiej, pomysłodawca i założyciel zespołu akrobacyjnego AZL Żelazny, pilot liniowy w firmie Sky Express, a od 2006 roku pilot w linii lotniczej Jet Air. Wylatał ponad 3352 godziny.

## Pogrzeb
Pożegnanie pilotów miało miejsce 7 września na lotnisku AZL w Przylepie koło Zielonej Góry. W ceremonii uczestniczyli gen. Gromosław Czempiński, a także dowódca Sił Powietrznych gen. Andrzej Błasik, zmarłych lotników pożegnali także członkowie grupy "Biało-Czerwone Iskry" z Dęblina. Piotr Banachowicz został pośmiertnie odznaczony Złotą odznaką pilota.

## Następstwa katastrofy
Przyczyny katastrofy badały prokuratura i Państwowa Komisja Badania Wypadków Lotniczych. Jako najbardziej prawdopodobną przyjęły hipotezę o błędzie pilota, Lecha Marchelewskiego.
30 czerwca 2008 roku Państwowa Komisja Badania Wypadków Lotniczych opublikowała raport końcowy dotyczący wypadku, w którym stwierdza, że decydujący wpływ na błąd pilota i katastrofę mogło mieć słabe zdrowie lidera grupy, Lecha Marchelewskiego, który przyjmował leki na obniżenie ciśnienia tętniczego krwi, o czym nie informował w czasie obowiązkowych okresowych badań dla pilotów. Stwierdzono również, że drugi z uczestników kolizji, Piotr Banachowicz, mimo iż był dobrze przygotowany do wykonywanych zadań i nie popełnił błędów, nie posiadał upoważnienia do wykonywania pokazów lotniczych.
We wrześniu 2008 roku Prokuratura Okręgowa w Radomiu umorzyła śledztwo w sprawie katastrofy z powodu śmierci Lecha Marchelewskiego, który zdaniem prokuratury nieumyślnie spowodował zderzenie dwóch samolotów.